# Асоціація футболу Тернопільщини
Асоціація футболу Тернопільщини — громадська спортивна організація Тернопільської області. Є колективним членом Федерації футболу України.
Головна мета її діяльності — сприяння розвитку і популяризації футболу в Тернопільській області.

## Історія
Тернопільська обласна федерація футболу (ТОФФ) офіційно заснована 21 березня 1991 року. До цього часу вона існувала як громадська організація без юридичного статусу, беззмінним відповідальним секретарем якої при облспорткомітеті був Борис Ізраїлевич Годес, якого, у зв'язку з виходом на пенсію, змінив Володимир Панасович Прошкін.

## Голови
- Володимир Прошкін — перший офіційний голова ТОФФ,
- Володимир Авраменко — 1991—1995,
- Віктор Верес — 1995—?,
- Віктор Литвинчук — ?—?,
- Володимир Мариновський — від 2001[1]

## Турніри
Під егідою федерації регулярно проводяться наступні турніри:
- Чемпіонат Тернопільської області з футболу
- Кубок Тернопільської області з футболу
- Суперкубок Тернопільської області з футболу

## Контакти
- адреса: проспект Степана Бандери, 15, м. Тернопіль, Україна, 46000,